# Плесьниця
Плесьниця (пол. Pleśnica, нім. Plieschnitz) — село в Польщі, у гміні Корфантув Ниського повіту Опольського воєводства.
Населення — 66 осіб (2011).

## Демографія
Демографічна структура станом на 31 березня 2011 року:
|          | Загалом | Допрацездатний вік | Працездатний вік | Постпрацездатний вік |
| -------- | ------- | ------------------ | ---------------- | -------------------- |
| Чоловіки | 37      | 9                  | 26               | 2                    |
| Жінки    | 29      | 6                  | 18               | 5                    |
| Разом    | 66      | 15                 | 44               | 7                    |